# Trädgårdsingenjör
Trädgårdsingenjör kallas en person med akademisk naturvetenskaplig kunskap inriktad på växtlighet.
En trädgårdsingenjör arbetar exempelvis med trädgårdsdesign, inom yrkesodling, rådgivning eller försäljning av olika slag.
Det går att studera till trädgårdsingenjör på Sveriges lantbruksuniversitet, Alnarp. Två olika inriktningar finns och skall väljas redan vid ansökning: Design och Odling. Designprogrammet har enbart antagning via arbetsprover, odling har antagning via betyg. Respektive inriktning har 25 platser per årsklass (start varje höst). Sedan 2009 är utbildningen treårig (180 hp).